# Crai
Pour les articles homonymes, voir Cray et CRAI.
Crai (en gallois) ou Cray (en anglais) est un village et une communauté du Powys, au pays de Galles.

## Géographie
Crai est situé dans le sud-ouest du Powys, dans le comté historique du Brecknockshire, au sein du parc national des Bannau Brycheiniog. La ville de Brecon se trouve à une vingtaine de kilomètres au nord-est.
La communauté de Cray comprend aussi le hameau de Felin-Crai. Elle abrite le réservoir de Crai (en), un lac de retenue sur l'Afon Crai (en).

## Démographie
Au recensement de 2011, la communauté de Cray comptait 241 habitants.